# والدیکوو
والدیکوو (به چکی: Valdíkov) یک منطقهٔ مسکونی در جمهوری چک است که در منطقه تربیچ واقع شده‌است. والدیکوو ۵٫۸۲ کیلومتر مربع مساحت و ۸۴ نفر جمعیت دارد و ۴۴۲ متر بالاتر از سطح دریا واقع شده‌است.